# Miwa Sano
Miwa Sano (佐野美和, Sano Miwa) est une journaliste, mannequin et femme politique japonaise née le 16 décembre 1966. Spécialiste des émissions politiques, elle se distingue par ses interviews de parlementaires japonais, mais également par sa volonté de rendre plus accessible la politique japonaise. 

## Jeunesse et carrière pré-électorale
Miwa Sano naît le 16 décembre 1966 à Hachiōji. Elle obtient son diplôme de l'université pour femmes Teikyo (en) et fait ses premières apparitions dans le domaine médiatique en tant que présentatrice de segments de l'émission All Night Fuji (en) en 1991.
En 1992, elle est sélectionnée pour le concours Miss Japon.

## Carrière électorale
En 1995, elle se présente aux élections municipales de Hachiōji, avec pour volonté d'apporter un nouveau regard et une nouvelle atmosphère sur l'arène politique. Elle obtient le poste de conseillère municipale et est souvent appelée « la trop belle conseillère d'Hachioji ». Elle est réélue en 1999, puis démissionne en 2001 pour se présenter aux élections de l'Assemblée métropolitaine de Tokyo en 2001 (en), avec la même volonté. Elle ne réussit néanmoins pas à se faire élire à cette occasion.

## Carrière post-électorale
Miwa Sano continue sa carrière de journaliste après sa carrière politique. Elle se spécialise dans les interviews de parlementaires dans son émission Miwa Channel Totsugeki Nagatachō !! (ja), qui a pour but de rencontrer le plus de membres de la Diète du Japon possible. Sano lance ce programme en 2011, après avoir mené des entretiens approfondis avec des parlementaires depuis 2002. Selon elle, la politique étant « une affaire de personnes », elle souhaite faire découvrir la personne derrière les idées politiques à un maximum de japonais. Elle interviewe des politiques de tout le spectre politique, des membres du Parti communiste japonais (comme Saeko Umemura ou Kimie Hatano),, aux politiciens conservateurs comme Yūko Nakagawa.
En 2017, elle interviewe plus de deux cents parlementaires dans le cadre de cette émission, et plus de cinq cents depuis 2022. Depuis 2018, elle rédige également la biographie d'une des premières femmes parlementaires du Japon, Aki Fujiwara (ja). 
Depuis 2021, elle anime également plusieurs émissions à la radio locale de la ville d'Hachiōji, diffusée dans toute la région de Tokyo.
Elle est également directrice d'une société de production commerciale,.

## Vie privée
Miwa Sano est une amatrice de golf. Elle a un fils, avec qui elle partage son appartement.